# Máximo Santos

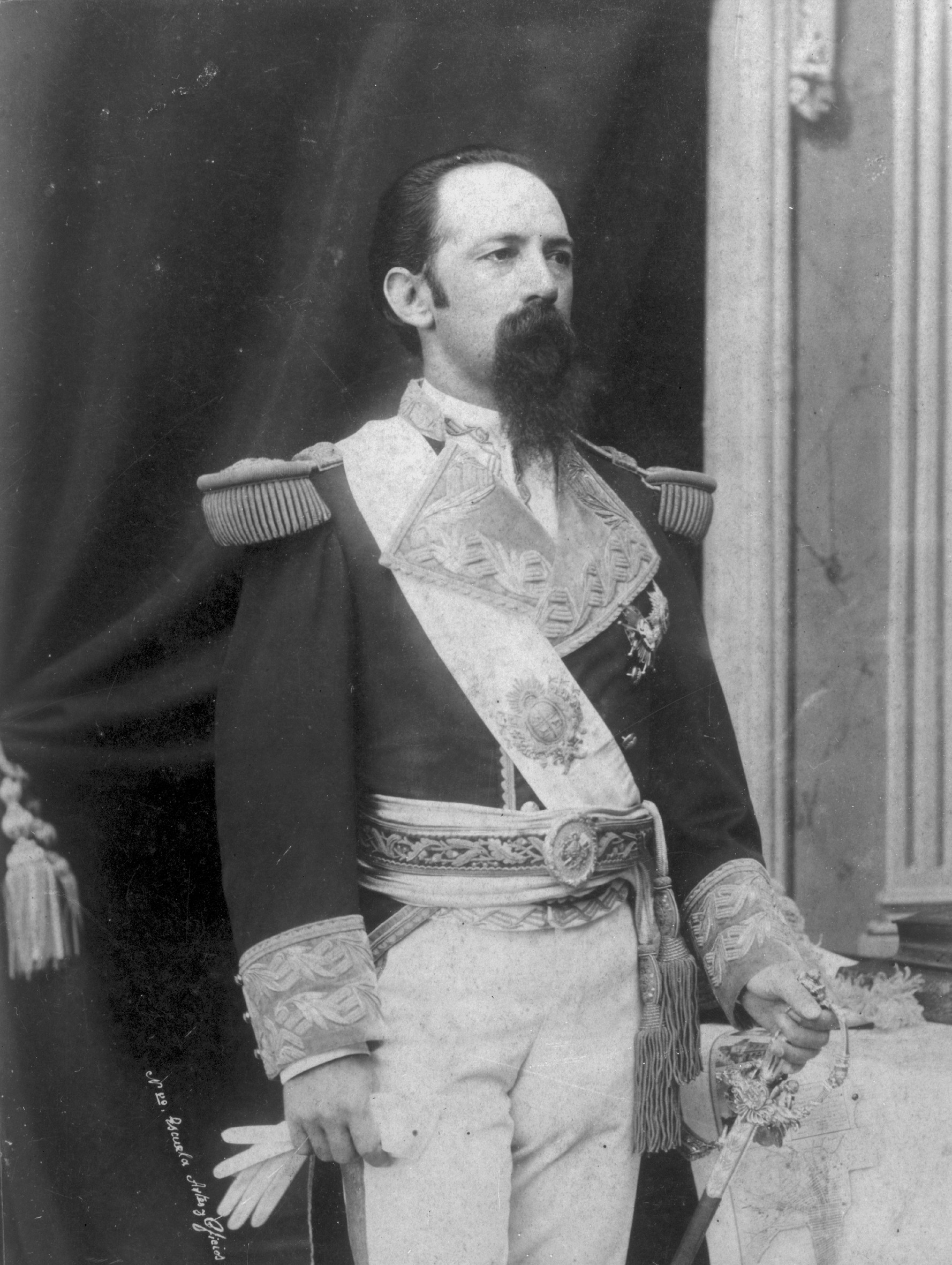
Máximo Santos

Máximo Benito Santos Barbosa (* 15. April 1847 in Pando; † 10. Mai 1889 in Buenos Aires) war ein uruguayischer Militär und Politiker.
Santos gehörte der Partido Colorado an und war vom 1. März 1882 bis zum 1. März 1886 sowie erneut vom 24. Mai 1886 bis zum 18. November 1886 Präsident von Uruguay.